# 윤기현
윤기현(尹奇鉉, 1942년 9월 19일 ~ )은 대한민국의 前 한국기원 바둑 기사이다. 바둑 해설가였다. 

## 생애
그는 1959년에 입단하였고, 1968년 일본으로 건너가 가노 요시노리,기타니 미노루로 문하에 입문하였다. 이후 1970년에 귀국을 하여 7단, 1979년 8단, 1987년 9단으로 승단하였다. 1982년부터 1995년 12월까지 13년간 MBC-TV 바둑 해설을 담당했다. 한국경제신문 바둑 관전기 집필을 하였다. 그러나 2008년 억대 바둑판 소송으로 일본 경매,응찰등의 이유로 기사직 사퇴하여 바둑기사를 떠나 은퇴했다.

## 악력
- 한국경제신문 여류국수전, 배달왕기전 바둑 관전기 집필(1981~2008).
- 1982년부터 1995년까지 MBC TV 바둑해설 담당.
- 제9-10대. 제12-15대 기사회장 역임. 前 한국기원 이사장.
- 저서 : 윤기현 바둑교실 시리즈.
- 억대 바둑판 소송으로 기사직 사퇴

## 저서
- 윤기현 바둑교실 시리즈

## 가족 관계
- 배우자 - 정선화
- 아들 - 윤사련 아마 5단
- 딸 -

## 같이 보기
- 양상국